# John Wickart
John Wickart DD (falecido em 29 de janeiro de 1722) foi um cónego de Windsor de 1684 a 1722 e decano de Winchester de 1693 a 1722.

## Carreira
Ele foi educado no Clare College, Cambridge, onde formou-se MA em 1676 e DD em 1693.
Ele foi nomeado:
- Capelão ordinário do Rei Jaime II 1684
- Reitor de Hartley, Westpall 1684
- Decano de Winchester 1693-1722

Ele foi nomeado para a sexta bancada na Capela de São Jorge, Castelo de Windsor, em 1684, e ocupou essa posição até morrer em 1722.
Ele foi enterrado na capela de Windsor em 3 de fevereiro de 1722.